# Lagbyrån (1871)
Lagbyrån var i Sverige en kommitté inom Justitiedepartementet med uppdrag att utarbeta lagförslag. Den tillkom efter ett riksdagsbeslut 1871 men ersattes redan 1874 av Nya lagberedningen.
Under de närmaste tjugo åren efter att lagberedningen hade upplösts 1851, utarbetades nya lagförslag inom civil- eller straffrätten område antingen inom Justitiedepartementet eller genom särskilda kommittéer för enstaka lagfrågor. Med tiden ansåg emellertid Kungl. Maj:t att en ny ordning borde införas, där samtliga lagförslag under den närmaste framtiden skulle utarbetas av samma personer. I en proposition till 1871 års riksdag föreslog Kungl. Maj:t att en lagbyrå bestående av tre ledamöter skulle inrättas inom Justitiedepartementet. Den skulle, under justitiestatsministerns ledning, utarbeta lagförslag samt att granska och omarbeta sådana. Riksdagen biföll denna hemställan och lagbyråns verksamhet inleddes i början av år 1872. Inom lagbyrån utarbetades förslag till flera partiella lagförändringar, bland annat förslag till en ny stadga angående lagfart och inteckning.
Lagbyrån kom redan inom några år (1874) att ersättas av Nya lagberedningen, som var ett från Justitiedepartementet fristående organ.